# 古田紀史
古田 紀史（ふるた　としふみ、1976年2月22日 - ）は、日本の広告デザイナー、木版画作家、アニメーション作家。
広島県出身。現在は東京都在住。二人きょうだいの弟であり、姉は漫画家・イラストレーターの沢音千尋。

## 略歴
広島県広島市に生まれる。広島市立舟入高等学校卒業。

高校時代は油絵作家の木村毅、大学時代は木口木版画作家の小林敬生、木版画作家の吹田文明に師事する。

多摩美術大学在籍中に公募型展覧会での受賞歴が多数あり、特に国際展での評価が高い。
多摩美術大学大学院卒業後にアパレル会社、広告代理店及びデザイン事務所に務め、2006年に独立し有限会社グラフル・アドを立ち上げる。
同時期からYahoo! JAPANの自社広告（主にFlashアニメーション広告）を多数手がけ、10年以上の間に3000本以上のwebアニメーションバナー広告を作り上げる。

時にはYahoo! JAPANのトップページの広告全てが作品になることもあり、同トップページが当時世界一のページビューであったことを考慮すると世界で最も閲覧されたウェブ広告作品の製作者である。

現在も木版画やそれを用いた絵本の制作のほか、紙媒体広告、ウェブ広告、Flashベースのアニメーション制作、ラッピング、プロダクト設計など制作分野は多岐にわたる。
1992年　高校2年時に広島県下の芸大美大専門受験予備校に入校。翌1993年初頭には中国地方一の評価を得るに至る。

1995年　多摩美術大学絵画科 版画専攻に首席で入学。

1999年　同科をトップで卒業し、同大学大学院に入学。

2001年　同大学大学院修了。

2001年　服飾メーカーに入社しwebデザインを担当。

2003年　教育系の広告代理店に入社。

2004年　マルチメディア系のデザイン事務所に入社。

2006年　有限会社グラフル・アドを立ち上げ取締役となる。

## 受賞歴・展示歴
1998年
- 神戸国際版画ビエンナーレ(佳作賞)
- 高知国際版画トリエンナーレ(入選)
- 神奈川県国際版画トリエンナーレ(入選)

1999年
- ルーマニア・クルジュ国際ミニプリント展(入選)
- スペイン・モストラ・デ・アート国際版画展（買上）

2000年
- 日本版画協会展(入選)
- 『21世紀に架ける: 同時代の旅人たち』（福永平和 、花伝社、2020年）の装丁画
- 2001中華民国第十回国際版画・素描ビエンナーレ（台湾）（第三位/日本人最高位）[3]
- 台湾大地震チャリティーオークション展(寄贈出品)
- 国立台湾美術館に「猿2」が所蔵される。[4]

2001年
- 神奈川国際版画トリエンナーレ(入選)
- 第10回プリンツ21グランプリ展（グランプリ）
- CWAJ Associate Show （日本アメリカンクラブ主催の企画展）
- 第10回記念　台北国際版画展入賞者による激励展（台北市主催、寄贈出品）

2003年
- 千の個展：古田紀史展（ウェブ個展：卯の字屋主催）
- ゴンフレナ記念版画展（萩窪）

2004-2008年
- 12トーン版画展

2005-2009年
- こどもサーカス絵本展